# Vela ai XIII Giochi paralimpici estivi
Le regate veliche dei XIII Giochi paralimpici estivi si sono tenute a Qingdao nel Centro velico internazionale di Qingdao tra il 7 e il 15 settembre 2008. 
Hanno partecipato 80 atleti di 25 paesi diversi nelle tre categorie 2.4mR, SKUD 18, e Sonar.

## Regolamento per la partecipazione
Sono state svolte tre regate, una per ciascuna categoria. Le regate erano miste, ovvero uomini e donne potevano competere assieme.
La classificazione delle disabilità è stata fatta da un comitato che ha assegnato a ciascun partecipante un punteggio, tale per cui a punteggi più bassi corrispondessero disabilità più gravi. Le classificazioni sono state effettuate seguendo la IFDS Functional Classification System 2005 (FCS 2005). Per partecipare alla gara ciascun partecipante doveva aver un punteggio di 7 o minore.
| Barca   | Classificazioni                                                                                         |
| ------- | --- |
| 2.4mR   | Tutti i marinai devono avere il livello di disabilità minimo (7 punti) o più basso.                     |
| SKUD 18 | L'equipaggio deve contenere almeno una donna e un marinaio con un livello di disabilità di 1 o 2 punti. |
| Sonar   | La somma delle disabilità di ciascun equipaggio non deve superare i 14 punti.                           |

## Medagliere
| Posizione | Paese       |   |   |   | Totale |
| --------- | ----------- | - | - | - | ------ |
| 1         | Canada      | 1 | 0 | 1 | 2      |
| 1         | Stati Uniti | 1 | 0 | 1 | 2      |
| 3         | Germania    | 1 | 0 | 0 | 1      |
| 4         | Francia     | 0 | 2 | 0 | 2      |
| 5         | Australia   | 0 | 1 | 1 | 2      |
| Totale    | Totale      | 3 | 3 | 3 | 9      |

## Podi
| Evento             | Oro                                     | Argento                                            | Bronzo                                      |
| 2.4 mR (dettagli)  | Paul Tingley                            | Damien Seguin                                      | John Ruf                                    |
| SKUD 18 (dettagli) | Nick Scandone Maureen McKinnon-Tucker   | Daniel Fitzgibbon Rachael Cox                      | John McRoberts Stacie Louttit               |
| Sonar (dettagli)   | Jens Kroker Robert Prem Siegmund Mainka | Bruno Jourdren Herve Larhant Nicolas Vimont-Vicary | Colin Harrison Russell Boaden Graeme Martin |